# Vlaamse Reus (prijs)
De Vlaamse Reus bestaat sinds 1992 en bekroont een uitzonderlijk figuur in de Vlaamse sportwereld. De prijs wordt uitgereikt door de Vlaamse Bond van Sportjournalisten (VBS).
De journalisten die bij de bond VBS zijn aangesloten, mogen een stem uitbrengen. De uitreiking is in december van het bekroonde jaar of in januari van het daaropvolgende jaar. De trofee is een beeldhouwwerk van een Vlaamse kunstenaar. Tennisster Sabine Appelmans won de eerste editie. De recordhouders zijn Luc Van Lierde, Kim Gevaert en Kim Clijsters. Zij wonnen de trofee elk drie keer.
In 2023 werd voor het eerst geen sporter verkozen maar een sportpersoonlijkheid. Wielermanager Patrick Lefevere was de eerste winnaar van de vernieuwde Vlaamse Reus. VBS gaf ook vanaf 2023 twee prijzen voor personen uit het vakgebied: één voor de "Sportjournalist van het Jaar" en één voor de "Sportfotograaf van het Jaar".
Tot 2023 vervaardigde Willem Vermandere telkens het beeld dat als trofee werd overgehandigd aan de laureaat van de Vlaamse Reus. Vanaf 2024 werd Heidi Rakels zijn opvolgster. Laureaat Jan Vertonghen mocht haar eerste creatie ontvangen.

## Overzicht van de winnaars

### Sporters
| Jaar | Winnaar/winnares        | Sport                  | Genomineerden |
| ---- | ----------------------- | ---------------------- | --- |
| 1992 | Sabine Appelmans        | tennis                 | |
| 1993 | Gella Vandecaveye       | judo                   | |
| 1994 | Frédérik Deburghgraeve  | zwemmen                | |
| 1995 | Johan Museeuw           | wielrennen             | |
| 1996 | Luc Van Lierde          | triatlon               | |
| 1997 | Luc Van Lierde          | triatlon               | |
| 1998 | Frédérik Deburghgraeve  | zwemmen                | |
| 1999 | Luc Van Lierde          | triatlon               | |
| 2000 | Kim Clijsters           | tennis                 | |
| 2001 | Kim Clijsters           | tennis                 | Raymond Ceulemans, Gella Vandecaveye                                                                                  |
| 2002 | Kim Gevaert             | atletiek               | Kim Clijsters, Stefan Everts                                                                                          |
| 2003 | Marc Herremans          | triatlon               | Kim Clijsters, Stefan Everts                                                                                          |
| 2004 | Kim Gevaert             | atletiek               | |
| 2005 | Tom Boonen              | wielrennen             | Kim Clijsters, Stefan Everts                                                                                          |
| 2006 | Tia Hellebaut           | atletiek               | Stefan Everts, Kim Gevaert                                                                                            |
| 2007 | Kim Gevaert             | atletiek               | Sven Nys, Tia Hellebaut                                                                                               |
| 2008 | Tia Hellebaut           | atletiek               | Kim Gevaert, Sven Nys                                                                                                 |
| 2009 | Niels Albert            | veldrijden             | Kim Clijsters, Yanina Wickmayer, Sven Nys, Eline Berings                                                              |
| 2010 | Kim Clijsters           | tennis                 | Philippe Le Jeune, Jurgen Van den Broeck                                                                              |
| 2011 | Thomas Van Der Plaetsen | atletiek               | Sven Nys, Jelle Vanendert                                                                                             |
| 2012 | Evi Van Acker           | zeilen                 | Tia Hellebaut, Tom Boonen, Sven Nys, Hans Van Alphen, Marieke Vervoort                                                |
| 2013 | Frederik Van Lierde     | triathlon              | Jan Bakelants, Kirsten Flipkens, Sven Nys, Brian Ryckeman, Bart Swings, Frederik Van Lierde                           |
| 2014 | Delfine Persoon         | boksen                 | Sven Nys, Bart Swings, Pieter Timmers, Gert Vande Broek, Greg Van Avermaet                                            |
| 2015 | Marieke Vervoort        | rolstoelracen          | Delfine Persoon, Hein Vanhaezebrouck                                                                                  |
| 2016 | Greg Van Avermaet       | wielrennen             | Pieter Timmers, Thomas Van der Plaetsen, Peter Genyn, Jolien D'Hoore, Wout van Aert, Dirk Van Tichelt, Thomas Pieters |
| 2017 | Nina Derwael            | artistieke gymnastiek  | Greg Van Avermaet, Emma Meesseman                                                                                     |
| 2018 | Nina Derwael            | artistieke gymnastiek  | Koen Naert, Emma Meesseman, Emma Plasschaert, Bart Swings                                                             |
| 2019 | Emma Meesseman          | basketbal              | Nina Derwael, Victor Campenaerts, Remco Evenepoel, Bashir Abdi                                                        |
| 2020 | Wout van Aert           | wielrennen             | Bashir Abdi, Romelu Lukaku, Remco Evenepoel, Kevin De Bruyne, Lotte Kopecky, Elise Mertens                            |
| 2021 | Bashir Abdi Peter Genyn | atletiek rolstoelracen | |
| 2022 | Remco Evenepoel         | wielrennen             | |

### Sportpersoonlijkheden
| Jaar | Winnaar/winnares | Functie       |
| ---- | ---------------- | ------------- |
| 2023 | Patrick Lefevere | wielermanager |
| 2024 | Jan Vertonghen   | voetballer    |

### Sportjournalist van het Jaar
| Jaar | Winnaar/winnares  | Persdienst         |
| ---- | ----------------- | ------------------ |
| 2023 | Peter Vandenbempt | Sporza             |
| 2024 | Niels Vleminckx   | Het Laatste Nieuws |

### Sportfotograaf van het Jaar
| Jaar | Winnaar/winnares | Persdienst        |
| ---- | ---------------- | ----------------- |
| 2023 | Yorick Jansens   | Belga             |
| 2024 | Peter De Voecht  | Photo News agency |

## Statistieken
- Wonnen de prijs 3 keer - Luc Van Lierde (1996, 1997, 1999), Kim Clijsters (2000, 2001, 2010), Kim Gevaert (2002, 2004, 2007)
- Wonnen de prijs 2 keer - Frédérik Deburghgraeve (1994, 1998), Tia Hellebaut (2006, 2008), Nina Derwael (2017, 2018)

1992 Sabine Appelmans · 1993 Gella Vandecaveye · 1994 Frédérik Deburghgraeve · 1995 Johan Museeuw · 1996 Luc Van Lierde · 1997 Luc Van Lierde · 1998 Frédérik Deburghgraeve · 1999 Luc Van Lierde · 2000 Kim Clijsters · 2001 Kim Clijsters · 2002 Kim Gevaert · 2003 Marc Herremans · 2004 Kim Gevaert · 2005 Tom Boonen · 2006 Tia Hellebaut · 2007 Kim Gevaert · 2008 Tia Hellebaut · 2009 Niels Albert · 2010 Kim Clijsters · 2011 Thomas Van Der Plaetsen · 2012 Evi Van Acker · 2013 Frederik Van Lierde · 2014 Delfine Persoon · 2015 Marieke Vervoort · 2016 Greg Van Avermaet · 2017 Nina Derwael · 2018 Nina Derwael · 2019 Emma Meesseman · 2020 Wout van Aert · 2021 Bashir Abdi en Peter Genyn · 2022 Remco Evenepoel · 2023 Patrick Lefevere · 2024 Jan Vertonghen